# Tropical house
Tropical house, hay còn được gọi là Trop house,  là một dòng nhạc phụ của dòng nhạc Deep house, với các yếu tố của dancehall và Balearic house. Các nghệ sĩ của thể loại này thường được giới thiệu tại các lễ hội mùa hè khác nhau như Tomorrowland. Các nghệ sĩ phổ biến của dòng nhạc này bao gồm Thomas Jack, Kygo, Matoma, Lost Frequencies, Seeb, Little Mix và Klingande.
Thuật ngữ "Tropical house" bắt đầu như một trò đùa của nhà sản xuất người Úc Thomas Jack, nhưng kể từ đó đã trở nên phổ biến với người nghe. Thuật ngữ "trouse" không nên nhầm lẫn với thể loại nhạc Tropical house, vì "trouse" là một thể loại kết hợp giữa cảm nhận của nhạc Trance và nhịp của thể loại nhạc Progressive house, sử dụng các âm thanh điện tử.

## Lịch sử
Vào giữa và cuối những năm 2000, Bob Sinclar và Yves Larock đã tạo ra các bản hit quốc tế mang nhiều đặc điểm của dòng nhạc Tropical house, lấy cảm hứng từ âm nhạc Hi-NRG của năm 1980 và trái ngược với các loại phụ khác của nhạc Điện tử (EDM) cùng thời điểm đó. Vào năm 2012, Unicorn Kid đã tạo ra dòng nhạc Tropical rave, một dạng nhanh hơn cùng thể loại mà sau này được gọi là Tropical house. Tuy nhiên, phải đến năm 2013 với ca khúc "Sun Don't Shine" của Klangkarussell và sự xuất hiện của các nhà sản xuất như Kygo và Robin Schulz, Tropical house mới trở thành xu hướng nhạc dance. Trong suốt năm 2014 và 2015, các nhà sản xuất như Kygo, Lost Frequencies, Felix Jaehn, Alex Adair, Sam Feldt, Bakermat, Klingande và Faul &amp; Wad Ad đã tham gia cùng với những bản hit đình đám với thể loại Tropical house. Những nghệ sĩ như Justin Bieber đã giúp thể loại này đạt được thành công lớn về mặt thương mại vào giữa những năm 2010.

## Nét đặc trưng
Tropical house là một dòng nhạc phụ của deep house, bản thân nó cũng là một nhánh phụ của nhạc house. Do đó, nó sở hữu các đặc điểm nhạc house điển hình, bao gồm cả nhạc cụ tổng hợp và kiểu trống kick 4/4. Tropical house khác biệt với Deep house, thường có âm thanh rất tối, trong khi Tropical house có thể được mô tả là có âm thanh bay bổng và thư giãn hơn. Nhịp độ của các bài hát thuộc thể loại Tropical house chậm hơn một chút so với deep house (100-115 bpm). Tropical house không sử dụng hiệu ứng nén bơm của Big room. Nó thường bao gồm các nhạc cụ nhiệt đới như trống thép, marimba, guitar, saxophone hoặc thậm chí cả sáo, và đôi khi có thể sử dụng các mẫu nhịp dembow thường được quy cho các thể loại như dancehall và reggaeton.